# Enzo Musumeci Greco
Enzo Musumeci Greco (Roma, 23 maggio 1911 – Roma, 15 febbraio 1994) è stato uno schermidore e attore italiano, maestro d'armi cinematografico.

## Biografia
Ebbe una carriera nella scherma di oltre 60 anni, con vittorie nazionali e internazionali e quasi altrettanti di insegnamento presso l'Accademia d'Armi di via del Seminario a Roma (in seguito rinominata Accademia d'Armi Musumeci Greco 1878). Successe nel ruolo ad Agesilao Greco ed Aurelio Greco, suoi zii, e gli succedette il figlio Renzo. Fece il suo debutto nella scherma italiana nel 1926 conseguendo numerose vittorie e, nel 1939, dopo aver ottenuto il Diploma Magistrale presso l'Accademia di Napoli, iniziò la sua avventura nel mondo dello spettacolo.
Il suo esordio nel cinema fu come maestro d'armi nel film Un'avventura di Salvator Rosa, del 1939, di Alessandro Blasetti. Dalla fine degli anni '30 fino agli anni '70 continuerà la sua carriera nello spettacolo. Preparò personalmente numerosi protagonisti del cinema e della televisione che si avvicinavano al  duello, nella finzione, per esigenze di copione.

## Onorificenze
- 1964 - Targa d'argento dell'Ente Spettacolo Italiano e della rivista "Cinespettacolo" consegnata dal Ministro del Turismo e dello Spettacolo con la seguente motivazione: "per i suoi meriti di Maestro d'Armi nei film a carattere biblico e mitologico".
- 1968 - Medaglia d'oro "Una vita per il cinema" del Centro Studi, Economia e Divulgazione Cinematografica e della Rivista "Cinespettacolo", con la seguente motivazione: "Continuatore di una gloriosa tradizione familiare, con fervore e competenza ha portato la Nobile Arte di Maestro d'Armi nelle fasi realizzative del film italiano contribuendo in modo preminente alla efficacia di scene spettacolari con tecnica perfetta".
- 1991 - Stella d'oro al merito sportivo conferita il 16 maggio 1991 dal Presidente Arrigo Gattai per aver contribuito con la sua opera instancabile al perpetuare dei valori di una gloriosa tradizione di schermidori, rilasciata dal C.O.N.I. proposto dalla Federazione Italiana Scherma, pubblicazione del giornale "Sport Italiano" n. 6 giugno 1991.
- 2010 - Intitolazione di una strada a Roma nel nuovo quartiere "Porta di Roma" (Bufalotta) dedicato agli artisti.

## Filmografia parziale
- Pietro Micca, regia di Aldo Vergano (1938)
- Un'avventura di Salvator Rosa, regia di Alessandro Blasetti (1939)
- Fanfulla da Lodi, regia di Giulio Antamoro e Carlo Duse (1940)
- La regina di Navarra, regia di Carmine Gallone (1941)[1]
- La compagnia della teppa, regia di Corrado D'Errico (1941)
- Caravaggio, il pittore maledetto, regia di Goffredo Alessandrini (1941)
- Il principe delle Volpi, regia di Henry King (1949)
- Cagliostro (The Black Magic), regia di Gregory Ratoff (1949)
- Il sogno di Zorro, regia di Mario Soldati (1951)
- Il corsaro dell'isola verde, regia di Robert Siodmak (1952)
- La regina di Saba, regia di Pietro Francisci (1952)
- Il maestro di Don Giovanni, regia di Milton Krims (1955)
- Il falco d'oro, regia di Carlo Ludovico Bragaglia (1955)
- La donna più bella del mondo, regia di Robert Z. Leonard (1955)
- Il pirata dello sparviero nero, regia di Sergio Grieco (1958)
- Le notti di Lucrezia Borgia, regia di Sergio Grieco (1959)
- Ben-Hur, regia di William Wyler (1959)
- El Cid, regia di Anthony Mann (1961)
- Cyrano e D'Artagnan, regia di Abel Gance (1962)
- Cleopatra, regia di Joseph L. Mankiewicz (1963)
- Il mulino del Po, regia di Sandro Bolchi (1963)
- La caduta dell'Impero romano, regia di Anthony Mann (1964)
- Scaramouche (1965) (sceneggiato)
- L'innocente, regia di Luchino Visconti (1976)[2]
- Il deserto dei Tartari, regia di Valerio Zurlini (1976)